# Ghana i olympiska vinterspelen 2010
Ghana deltog med en deltagare vid de olympiska vinterspelen 2010 i Vancouver. Landets deltagare erövrade ingen medalj.

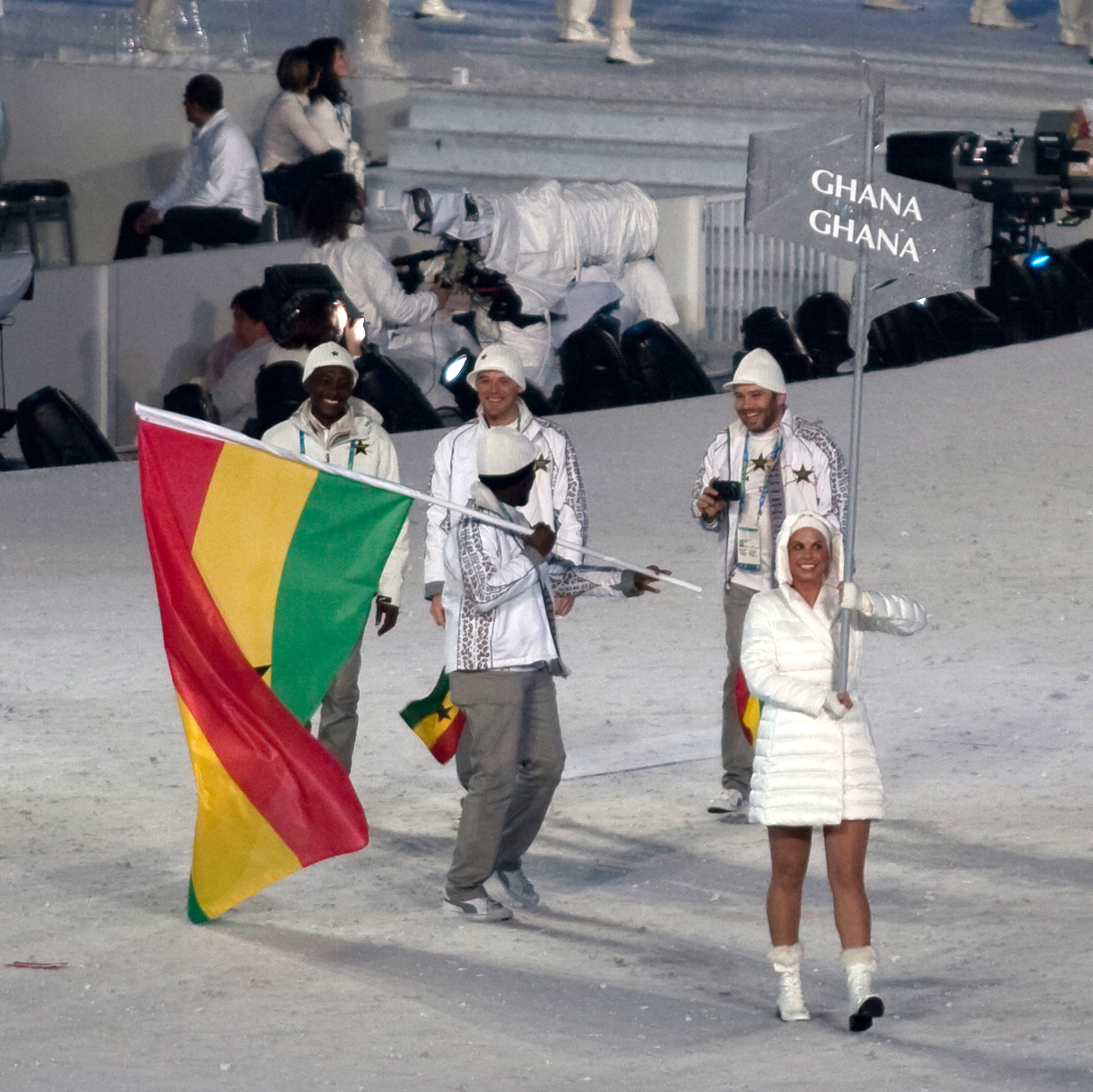
Ghanas trupp vid invigningen av vinterspelen i Vancouver.